# Eileen Truax
Eileen Truax (Ciudad de México, 1970) es una periodista mexicana, especializada en política, inmigración y movimientos sociales.
Licenciada en Comunicación Social y con una maestría en Comunicación y Política por la UAM-Xochimilco, inició su carrera en la Ciudad de México cubriendo el Congreso Federal. Trabajó durante diez años como periodista en México antes de establecerse en 2004 en Los Ángeles, donde se especializó en la cobertura de temas relacionados con migraciones. 
The Washington Post, Vice, El Universal, El Faro, Gatopardo, eldiario.es y 5W, entre otros.
Su trabajo se ha publicado en medios de Estados Unidos, América Latina y España como The Washington Post, Vice, El Universal, El Faro, Gatopardo, eldiario.es y 5W, entre otros. Ha cubierto cuatro elecciones presidenciales en Estados Unidos y ha publicado tres libros: Dreamers, la lucha de una generación por su sueño americano (Océano, 2013; Beacon Press, 2015); Mexicanos al grito de Trump. Historias de triunfo y resistencia en Estados Unidos (Planeta, 2017; Beacon Press, 2018); y El muro que ya existe. Las puertas cerradas de Estados Unidos (Verso, 2018; HarperCollins, 2019). Fue editora del libro Una Lucha compartida, sobre la activista mexicana Lucha Castro, (Resistencia, 2022), y es coautora de la novela Fecha de Caducidad (Alfaguara, 2015). Sus textos han sido incluidos en otros ocho libros colectivos.
Ha sido fellow del programa Knight-Wallace para periodistas de la Universidad de Michigan (2019-2020); del programa de Cobertura de Salud Mental para periodistas de Carter Center; de la Fundación Gabo en Colombia, y del programa Scripps Howard de inmigración del International Center for Journalists (ICFJ). 
Es miembro vitalicio de la Asociación Nacional de Periodistas Hispanos en Estados Unidos (NAHJ), de cuya mesa directiva fue miembro durante dos años, y ha impartido talleres y conferencias en universidades de México, Estados Unidos y España.
Actualmente (2023) es profesora del Master en Periodismo Literario, Comunicación y Humanidades de la Universidad Autónoma de Barcelona, donde también cursa el Doctorado en Medios, Comunicación y Cultura. Vive en Barcelona.

## Publicaciones
- Dreamers, la lucha de una generación por su sueño americano (Océano, 2013) ISBN 9786078303137
- Fecha de caducidad (con Beatriz Rivas y Armando Vega-Gil) (Alfaguara, 2015) ISBN 9786073135771
- Mexicanos al grito de Trump. Historias de triunfo y resistencia en Estados Unidos (Planeta, 2017; Beacon Press, 2018)
- El muro que ya existe. Las puertas cerradas de Estados Unidos (Verso, 2018; HarperCollins, 2019)

## Premios y reconomicimentos
Ha sido reconocida con el premio Desalambre al Periodismo de Derechos Humanos; el premio José Martí de la Asociación Nacional de Publicaciones Hispanas (NAHP); el Keith P. Sanders Outstanding Service Award de la Universidad del Estado de California Northridge (CSUN), y el Media Woman of the Year Award de la Asamblea Legislativa de California.